# Monstera barrieri
Monstera barrieri är en kallaväxtart som beskrevs av Croat, Moonen och Poncy. Monstera barrieri ingår i släktet Monstera och familjen kallaväxter. Inga underarter finns listade.